# 住環境ジャパン
株式会社住環境ジャパン（じゅうかんきょうジャパン）は東京都世田谷区用賀に本社を置く住宅リフォーム会社。旧社名はシンケン。

## 主な業務内容
- 住宅関連システムの企画・開発
- 新エネルギー住宅設備機器の企画・販売・施工
- 住宅リフォーム建材の販売・施工
- ビル・マンションのリフォーム
- 戸建てのリフォーム及び増改築工事
- 新築工事及び建て替えの企画・提案・施工
- 不動産再生、リノベーション事業

## 所在地
- 本社 : 東京都世田谷区用賀2-29-24
- 東京支店 : 東京都新宿区高田馬場2-14-2 新陽ビル
- 関西施工センター : 大阪府大阪市淀川区西中島3-12-15 第5新大阪ビル
- 東北施工センター : 岩手県北上市上野町5‐11‐8‐102
- 中国施工センター : 岡山県岡山市北区野田4-14-12

## 沿革
- 1979年 - 日本住宅サービス（株）『JHS』設立
- 1988年 - 千代田区神田神保町にグループ本部を設置
- 1990年 - 日本住宅サービス（株）を（株）シンケンに社名変更
- 2003年 - 本社を神田神保町から九段下へ移転
- 2004年 - （株）シンケンを(株）住環境ジャパンへ社名変更
- 2007年 - 本社を九段下から、新宿区高田馬場へ移転
- 2010年3月 - 品川区戸越に『首都圏業務センター』開設
- 2012年7月 - 本社と首都圏業務センターを統合し、世田谷区用賀へ移転